# Paris (Tennessee)
Paris é uma cidade localizada no estado norte-americano de Tennessee, no Condado de Henry.

## Demografia
Segundo o censo norte-americano de 2000, a sua população era de 9763 habitantes.
Em 2006, foi estimada uma população de 9981, um aumento de 218 (2.2%).

## Geografia
De acordo com o United States Census Bureau tem uma área de
28,3 km², dos quais 28,2 km² cobertos por terra e 0,1 km² cobertos por água. Paris localiza-se a aproximadamente 145 m acima do nível do mar.

## Localidades na vizinhança
O diagrama seguinte representa as localidades num raio de 24 km ao redor de Paris.